# Преступление в маленьком городе
«Преступление в маленьком городе» (англ. Small Town Crime) — американский детективный триллер режиссёров Эшома Нэлмса и Йена Нелмса, рассказывающий об отставном полицейском, раскрывающем убийство молодой женщины. В главных ролях Джон Хоукс, Октавия Спенсер, Роберт Форстер, Энтони Андерсон и Клифтон Коллинз-младший.
Премьера фильма состоялась на кинофестивале South by Southwest 13 марта 2017 года. Фильм вышел в ограниченный мировой прокат 19 января 2018 года.

## Сюжет
Бывший полицейский обнаруживает на обочине дороги убитую женщину. Несмотря на пристрастие к алкоголю, он снова возвращается к своей деятельности и берётся за расследование преступления. Однако чем дальше он продвигается в этом деле, тем больше ставит под удар близких людей.

## В ролях
| Актёр                   | Роль                                               |
| ----------------------- | -------------------------------------------------- |
| Джон Хоукс              | частный детектив и бывший полицейский Майк Кендалл |
| Октавия Спенсер         | жена Тэдди и приёмная сестра Майка Келли Бэнкс     |
| Энтони Андерсон         | муж Кэлли Тэдди Бэнкс                              |
| Роберт Форстер          | дедушка Кристи Стив Йендел                         |
| Клифтон Коллинз-младший | сутенёр Муд                                        |
| Майкл Вартан            | детектив Скотт Кроуфорд                            |
| Дэниэл Санжата          | детектив Пит Уитмен                                |
| Кейти Лотц              | Хайди                                              |
| Джеймс Лафферти         | Тони Лама                                          |
| Дейл Дикки              | Лесли                                              |
| Джереми Рэчфорд         | ортопед                                            |
| Дон Харви               | Рэнди                                              |
| Мишель Лэнг             | Тина                                               |
| Робин Лайвли            | Дебора Невилл                                      |
| Барт Джонстон           | Карл Невилл                                        |
| Стефани Скотт           | Айви Орблокер                                      |
| Стефания Барр           | Кристен "Кристи" Невилл                            |

## Производство

### Съёмки
Съёмки фильма начались в марте 2016 года в штате Юта и продолжались 35 дней.

### Маркетинг
Первый трейлер к фильму вышел 10 ноября 2017 года.

## Критика
Фильм «Преступление в маленьком городе» получил положительные отзывы критиков. На сайте Rotten Tomatoes рейтинг составляет 79 %, основываясь на 38 отзывах со средним баллом 7,3 из 10. На сайте Metacritic картина имеет оценку 68 из 100 на основе 12 рецензий критиков, что соответствует статусу «в целом положительные отзывы».